# Ivinhema
Ivinhema is een gemeente in de Braziliaanse deelstaat Mato Grosso do Sul. De gemeente telt 21.067 inwoners (schatting 2009).

## Geboren
- Ismaily Gonçalves dos Santos, "Ismaily" (1990), voetballer
- Victória Lopes (1999), beachvolleyballer